# Tanta
Koordinaten: 30° 47′ N, 31° 0′ O

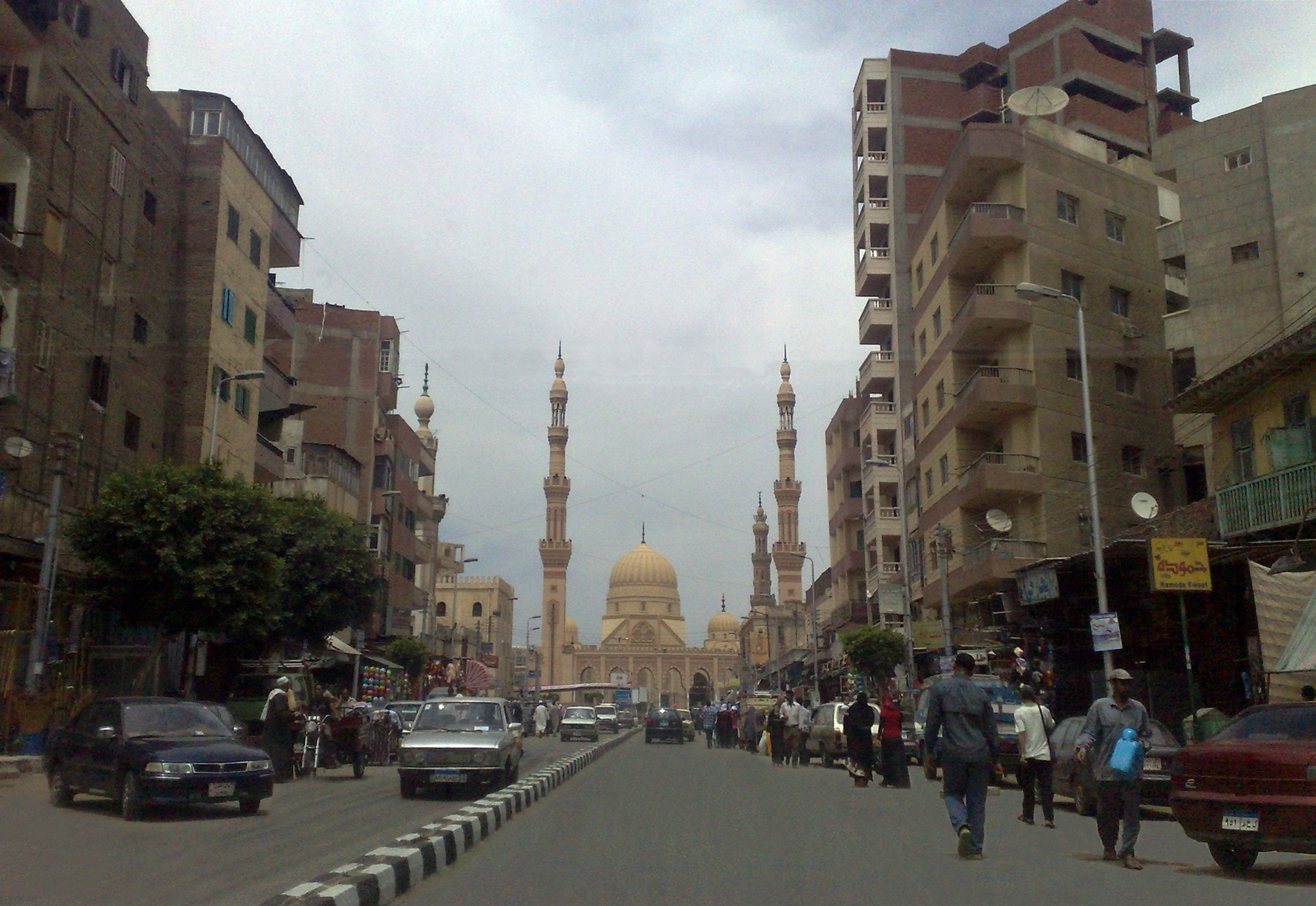
Straßenszene mit der Ahmad-al-Badawi-Moschee im Hintergrund

Tanta, arabisch طنطا, DMG Ṭanṭā, ist eine Stadt im Nildelta in Ägypten.
Tanta ist die Hauptstadt des Gouvernements al-Gharbiyya, hat etwa 445.000 Einwohner, ist wichtiger Eisenbahnknoten und beherbergt eine der größeren ägyptischen Universitäten. Das Mausoleum des Mystikers Ahmad al-Badawi (um 1200–1276), dem Gründer der Tariqa Badawiyya, des größten Sufi-Ordens in Ägypten, liegt in Tanta.
Da im Schwemmland des Deltas kaum Altertümer zu finden sind, beschränken sich die Sehenswürdigkeiten auf die islamische Zeit. Aus dieser stammt die Große Moschee und die genannte Grabstätte des berühmtesten ägyptischen Heiligen im Zentrum der Stadt. Der monumentale Kuppelbau (qubba) mit schlanken Minaretten erhielt seine heutige Form im 19. Jahrhundert. Das Kenotaph des Heiligen (arab. tābūt) ist mit einem roten Tuch (kiswa) überdeckt und durch ein Bronzegitter (maqṣūra) abgesichert. Das Grab ist Ziel der größten jährlichen Wallfahrt (mausim, maulid) Ägyptens, bei der bis zu drei Millionen Pilger anreisen.
Bei einem islamistischen Anschlag auf eine Kirche in Tanta starben 2017 während eines Gottesdienstes zu Palmsonntag mehr als 20 Menschen.
In Tanta gibt es ein SOS-Kinderdorf.

## Söhne und Töchter der Stadt
- Muhammad Bayyumi (1894–1963), Filmregisseur, Produzent, Kameramann und Schauspieler
- Sayed Nosseir (1905–1974), Weltklasse-Gewichtheber
- Saleh Soliman (1916–?), Gewichtheber
- Atif Muhammad Nagib Sidqi (1930–2005), ägyptischer Politiker und Ministerpräsident
- Atif Abaid (1932–2014), früherer Ministerpräsident (1999–2004)
- Tawfik Borg (* 1933), Arabist
- Nasr Hamid Abu Zaid (1943–2010), liberaler Theologe
- Khairy Beshara (* 1947), Regisseur
- Tahani al-Gebali (1950–2022), Vizepräsidentin des ägyptischen Verfassungsgerichtes
- Anba Epiphanius (1954–2018), koptisch-orthodoxer Bischof und Abt des Klosters des Heiligen Makarios
- Abdullah El-Sawy (* 1971), Fußballspieler
- Bassem Amin (* 1988), Schachgroßmeister